# 鄧恩銘
鄧 恩銘（とう おんめい、Deng Enming、1901年1月5日 - 1931年4月5日）は中国共産党設立者の一人。別名恩明、字は仲堯。貴州省茘波出身のスイ族（水族）の人物。
1921年、上海で開催された中国共産党第一次全国代表大会に王尽美とともに済南代表として出席。彼はこの大会に参加した唯一の少数民族代表だった。以降、中国共産党青島支部書記、山東省執行委員会書記などを歴任。1928年12月、済南にて捕われ、1931年に韓復榘統治下の山東省臨時軍法会審委員会で銃殺刑の判決が下された。